# Phare de l'île Manitou du Sud
Le phare de l'île Manitou du Sud (en anglais : South Manitou Island Lighthouse), est un phare du lac Michigan, situé sur l'île Manitou du Sud à 26 km à l'ouest de Leland, dans le Comté de Leelanau, Michigan.
Ce phare est inscrit au Registre national des lieux historiques depuis le 28 octobre 1983 sous le no 83003782 et au Michigan State Historic Preservation Office depuis le 21 septembre 1976.

## Historique
Il s'agit du troisième phare construit sur l'île. La construction du premier a commencé en 1839 et le phare a été mis en service en 1840, sous la garde du gardien de phare William N. Burton, qui avait une entreprise de bois d'œuvre florissante. Il avait une Lewis lamp (en), qui a été mise à niveau avec une lentille de Fresnel du quatrième ordre. La détérioration du bâtiment a conduit à la reconstruction complète du phare en 1858.
Au fil du temps, cette lumière a été jugée déficiente et le phare actuel a été construit en 1872. Avec une lentille de Fresnel du troisième ordre, cette lumière possédait un plan focal de 104 pieds (32 m). Le site est sous le contrôle du National Park Service, en collaboration avec le Sleeping Bear Dunes National Lakeshore. Le phare a été mis hors service en 1958 pour devenir un musée.
La Manitou Island Memorial Society a été créée pour préserver, protéger, restaurer et rallumer la lumière sur l'île Manitou du Sud et ailleurs. L'intérieur du logement était fermé et recouvert de graffitis. Les efforts de collecte de fonds ont permis à éliminer les graffitis et à réparer les bâtiments du phare. Dans les années 1980, la fondation des tours a été renforcée pour la protéger de l'érosion à une époque où le niveau des lacs était élevé et menaçait de renverser la structure. Aujourd'hui, la tour est ouverte et les guides proposent des visites.
Le Park Service a restauré la salle des lanternes et l'escalier en colimaçon de la tour à l'été 2008, et une réplique de la lentille Fresnel du troisième ordre d'origine a été installée dans la lanterne à la fin de l'automne. La lumière a été réactivée en mai 2009 et est allumée de mai à novembre. Le site est ouvert avec son centre d'accueil tous les jours de la mi-mai à octobre. La tour est ouverte aux visites guidées pendant les mois d'été.

## Description
Le phare est une tour cylindrique en brique, avec galerie et lanterne de 20 m de haut. La tour est peinte en blanc et la lanterne est noire. Il émet, à une hauteur focale de 32 m, une lumière fixe blanche.
Identifiant : ARLHS : USA-773 ; USCG : 7-18357.

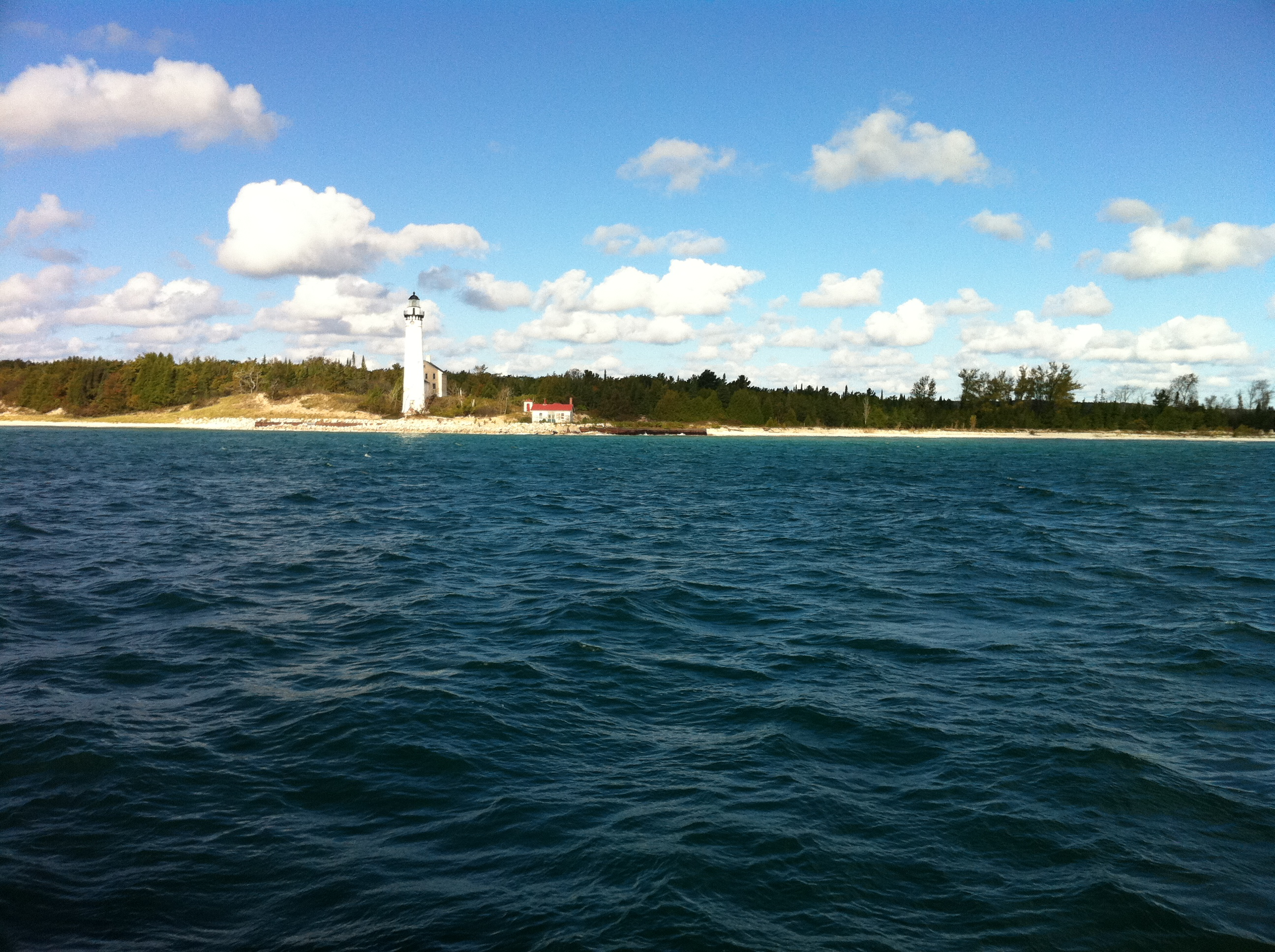
Île Manitou du Sud
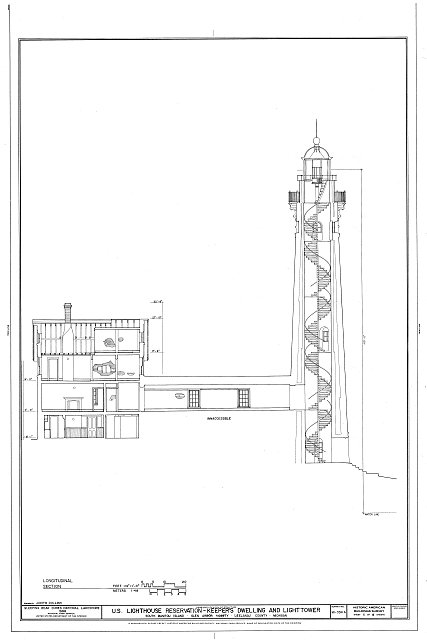
Plan du phare

### Lien connexe
- Liste des phares au Michigan